# Masúria

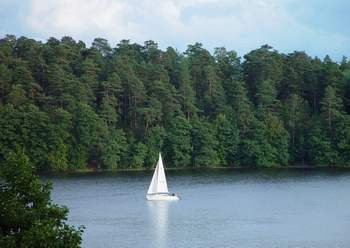
Velejando no lago Mikołajki

Masúria (em polonês/polaco:  Mazury) é uma área na região nordeste da Polônia, famosa pelo seus lagos e florestas. Juntamente com o Kaliningrado russo, mais ao norte e uma pequena secção da Lituânia, a região costumava ser uma parte da Prússia e da província da Prússia Oriental, um enclave alemão entre as guerras mundiais. Depois das alterações territoriais delineadas na Conferência de Potsdam, a região, desde 1818 chamada Masúria, tornar-se-ia parte da Polônia em 1945. O nome Masúria foi cunhado para a região na Prússia descrevendo o grupo étnico masúrio, polonês, colonizadores da Masóvia que tinham continuamente se estabelecido ali. Os masúrios prussianos permaneceram protestantes em contraste com os poloneses mazovianos do sul.

## História

### Antigos Prussianos
Até ao século XIII a Prússia era habitada pelos Prussianos bálticos  nas terras da Pomesânia, Pogesânia, Galíndia, Bárcia, e Sudóvia. A região em torno de vários lagos se tornou desde o século XVIII extraoficialmente conhecida como Masúria. Nas regiões do sul, uma floresta densa existiu por mais tempo do que no resto da Europa, permitindo que alces, auroques, ursoss e outros mamíferos sobrevivessem. Estima-se que cerca de 220 000 prussianos viviam no território em 1200. Durante o Cruzadas do Norte ou Bálticas do século XIII, os prussianos utilizaram este floresta restante como defesa contra as cavaleiros alemães da Ordem Teutônica e outros cruzados europeus. A missão declarada dos cavaleiros teutônico era batizar e converter a população nativa ao cristianismo, eles fizeram isso principalmente através da conquista, o que culminou em 1283, quando a torre prussiana em Lyck (actual Ełk) foi destruída pela ordem. Esse trecho espesso de florestas já havia sido, durante séculos, uma barreira contra os ataques e tentativas de conquista poloneses.
Na sequência da conquista da área pela Ordem, alguns colonos de língua polonesa, principalmente Mazures da Masóvia, começaram a se instalar na região conquistada a sudeste. Os colonos alemães, franceses, flamengos, dinamarqueses, neerlandeses, e noruegueses entraram na área pouco depois disso. O número de colonos poloneses cresceu significativamente novamente no começo do século XV, especialmente após o Primeira Paz de Torúnio (1411) e da Segunda Paz de Torúnio (1466). Ao mesmo tempo, a população prussiana original já tinha sofrido bastante depois das guerras cavaleiros teutônico e anos de ataques da Polônia, assim como os ataques de Daniel da Galícia. A posterior assimilação dos colonos alemães, assim como dos imigrantes poloneses e todos o resto criou a nova identidade prussiana.

### Prússia Ducal
Na Masúria o idioma polonês ainda era utilizado, uma vez que havia muitos colonos da Masóvia. Na Segunda Paz de Torúnio em 1466, a ordem teutônica ficou sob o comando da coroa polonesa. Com a conversão de Alberto da Prússia ao Luteranismo em 1525, a Masúria tornou-se parte do Prússia Ducal protestante. Embora grande parte do território tenha sido povoada por poloneses, os centros das cidades permaneceram com uma população mista alemã e polonesa, com as classes altas mais alemãs do que na classes mais baixas. A antiga língua prussiana sobreviveu em algumas partes do campo até ao século XVIII. Áreas onde havia muitos falantes de línguas polonesas eram conhecidos como departamentos poloneses (polnischen Amter em alemão).
Durante toda a Guerra do Norte a região sul prussiana (mais tarde Masúria) foi devastada em 1656, pelas rusgas tártaras, que lutavam pelo Reino da Polônia. Isto destruiu praticamente todas as cidades e matou 30% da população em apenas 2 semanas. A partir de 1708-1711, cerca de 50% dos habitantes das aldeias recém reconstruídas morreram por causa da Peste Negra. As perdas na população foram parcialmente compensados pela imigração de colonos ou refugiados protestantes da Escócia, Salzburgo (depois da expulsão dos protestantes em 1731), França (huguenotes refugiados após o Édito de Fontainebleau em 1685), e especialmente a partir da República das Duas Nações, incluindo poloneses expulsos da Polônia, em 1657. O último grupo de refugiados a imigrar para Masúria foram os Filipons russos  em 1830, quando foi concedido asilo pelo rei Frederico Guilherme III da Prússia.

### Reino da Prússia
Após a morte de Albert, Duque da Prússia em 1618, seu genro João Segismundo de Brandemburgo, herdou o Ducado da Prússia, incluindo a região dos lagos (mais tarde Masúria), que combinando ambos territórios sob uma única dinastia e formando a Brandemburgo-Prússia. A soberania nominal restante do rei da Polônia, foi revogada pelo Tratado de Wehlau em 1657. A região tornou-se parte do Reino da Prússia após a coroação do rei Frederico I da Prússia. A região dos lagos (Masúria) passou a fazer parte da recém-criada província administrativa da Prússia Oriental, quando da sua criação em 1773. O nome Masúria começou a ser utilizado oficialmente após novas reformas administrativas no reino depois de 1818.
A germanização foi lenta e feita principalmente através do sistema de ensino. Após a criação do Império Alemão dirigido pelos prussianos, em 1871, o polonês foi removido do currículo escolar, em 1872. Alguns locais poloneses resistiram a essas tentativas, principalmente pela publicação de jornais, como os jornais poloneses Przyjaciel Ludu Łecki e Mazur. No final do século XIX ativistas reunidos em torno da gazeta polonesa Ludowa, publicada pela primeira vez em 1896 com 2500 exemplares, e os Mazurska Partia Ludowa ( "Partido Popular Mazur"). No entanto, a grande maioria considerava-se como Prussiana, mais do que como polonesa e permaneceram leais ao governo. A publicação do Gazety Ludowa foi suspensa em 1905 e os poloneses nunca ganharam uma percentagem significativa dos votos da Masúria nas eleições para o Reichstag.
A população da Masúria em 1890 era de 143 397 habitantes de língua alemã (seja primária ou secundária), 152 186 habitantes de idioma polonês, e 94 961 da língua masúria. Em 1910, o alemão foi declarado por 197.060, por 30 121 poloneses, e por 171 413 masúrios. Em 1925, 40.869 pessoas declararam o masúrio como sua língua nativa e 2 297 declaram o polonês. No entanto, o último resultado pode ter sido um resultado da política da época e um desejo de apresentar a província como puramente alemã, na realidade, o dialeto masúrio ainda estava em uso.
Durante a Primeira Guerra Mundial, a Batalha de Tanemberga entre a Alemanha Imperial e o Império Russo realizou-se dentro das fronteiras da Masúria, em 1914. Depois da guerra, a Liga das Nações na posse do plebiscito prussiano oriental, em 11 de junho de 1920, para determinar se os povos dos dois distritos do sul da Prússia Oriental queriam permanecer dentro Prússia Oriental ou se juntar à Segunda República polonês. 97,89% dos eleitores optaram por permanecer com a Prússia Oriental. O plebiscito teve lugar no tempo em que Guerra Polaco-Soviética ameaçava erradicar o estado polonês. Após 1933 opressão da minoria polonesa foi realizada pelos nazistas.

### Alemanha Nazi

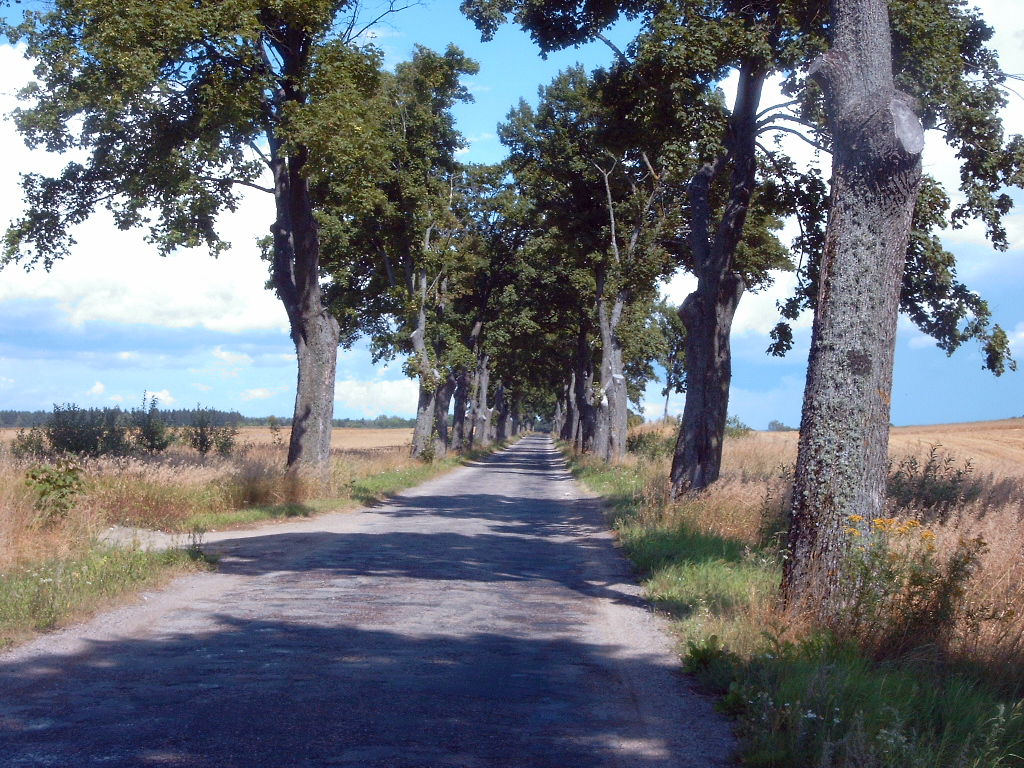
Via na Masúria

O governo nazista (1933-1945) mudou milhares de topônimos (especialmente nomes de cidades e aldeias) de prussiano e polonês para os recém-criados nomes alemães; cerca de 50% dos atuais nomes foram alterados somente em 1938, no entanto, os prussianos resistiram, continuando utilizando os nomes prussiano dos lugares.
Durante a Segunda Guerra Mundial, a Masúria foi parcialmente devastada pelo recuo da Wehrmacht e o avanço do Exército Vermelho durante a Ofensiva do Vístula-Oder. A região entrou no âmbito polonês regra no fim da guerra na Conferência de Potsdam. A maior parte da população fugiu para a Alemanha ou foram mortos durante ou depois da guerra, enquanto os restantes foram sujeitos a "nacionalidade verificação" organizado pelo governo comunista  da Polônia. Como resultado, o número de masúrios nativos que permaneceu na Masúria foi relativamente elevado, enquanto a maior parte dos alemães étnicos foi posteriormente expulsa. Muitos poloneses, na maioria expulsos das áreas polonesas anexadas pela União Soviética, foram reinstalados na Masúria.

## Cidades fundadas na Prússia
| - Działdowo (Soldau) - Ełk (Lyck) - Giżycko (Lötzen) - Gołdap (Goldap) - Kętrzyn (Rastenburg) | - Mrągowo (Sensburg) - Mikołajki (Nikolaiken) - Nidzica (Neidenburg) - Olecko (Treuburg) - Olsztynek (Hohenstein) | - Ostróda (Osterode) - Orzysz (Arys) - Pisz (Johannisburg) - Szczytno (Ortelsburg) - Węgorzewo (Angerburg) |

### Masúria após a II Guerra Mundial
Pouco depois de 1956, alguns masúrios tiveram a oportunidade de se juntarem às suas famílias na Alemanha Ocidental. A maioria (mais de 100 mil) deixou gradualmente a região, sobretudo porque o padrão de vida era maior na Alemanha Ocidental, e porque o governo comunista perseguia sua cultura e identidade distinta. Aproximadamente 5 000 masúrios ainda vivem na área. A maioria das igrejas inicialmente protestantes da Masúria são agora utilizadas pela Igreja Católica polonesa.
A Masúria, foi incorporado ao sistema de administração de Voivodias em 1945. A Masúria foi junto com a vizinha Warmia transformada em uma única província administrativa, por meio da criação da Voivodia da Vármia-Masúria.

## Paisagem

### Lagos
A Masúria e o Distrito dos Lagos Masúrios são conhecidos em polaco como Kraina Tysiąca Jezior'e em alemão como Land der Tausend Visto, que significa "terra de mil lagos". Estes lagos foram formados por glaciares durante a era glacial do Pleistoceno, quando o nordeste da Europa estava coberto de gelo. Por volta de  10 000 a.C. esse gelo começou a derreter. Grandes mudanças geológicas ocorreram desde então, mesmo nos últimos 500 anos os mapas mostram a lagoas e península sobre o mar Báltico que se alteraram significativamente na aparência.
Este trecho contínuo de lagos é muito popular entre os turistas, como em outras partes do norte da Polônia, como por exemplo na Pomerânia, entre o rio Oder e o rio Vístula.

## Masúrios Famosos
- Richard Altmann (1852-1900), patologista
- Leszek Błażyński (1949-1992), boxeado
- Gottlieb Labusch / Bogumił Labusz (1860-1919), ativista opositor da germanização
- Kurt Blumenfeld (1884-1963), político
- Abraão Calovius (1612-1686), teólogo luterano
- Roman Czepe (nascido em 1956), político
- Lucas David (1503-1583), historiador
- Marion Gräfin Dönhoff (1909-2002), jornalista
- Ferdinand Gregorovius (1821-1891), historiador
- Gustav Gisevius (1810-1848), pastor protestante, polaco, apoiante do ensino das línguas e da resistência contra a germanização
- Georg Andreas Helwing (1666-1748), botânico
- Johann Gottfried von Herder (1744-1803), filósofo, poeta e crítico literário
- Andreas Hillgruber (1925-1989), historiador
- Wojciech Adalbert von Winkler/Ketrzynski (1838-1918), historiador e activista
- Hans Hellmut Kirst (1914-1989), autor
- Georg Klebs (1857-1913), botânico
- Johannes Knolleisen, acadêmico e fornecedor de bolsas acadêmicas do século XV
- Walter Kollo (1878-1940), compositor
- Horst Kopkow (1910-1966), espião
- Udo Lattek (nascido em 1935), treinador de futebol
- Siegfried Lenz (nascido em 1926), autor
- Wolf Lepenies (nascido em 1941), cientista político
- Johannes von Leysen (1310-1388), fundador e primeiro prefeito do Allenstein
- Albert Lieven (1906-1971), ator
- Christoph Coelestin Mrongovius (1764 - 1855), pastor protestante e filósofo
- Rodolphe Radau (1835-1911), astrônomo
- Karl Bogislaus Reichert (1811-1883), anatomista
- Fritz Richard Schaudinn (1871-1906), zoólogo
- Paweł Sobolewski (nascido em 1979), jogador de futebol
- Hellmuth Stieff (1901-1944), general
- Bethel Henry Strousberg (1823-1884), industrialista
- Kurt Symanzik (1923-1983), físico
- Elisabeth von Thadden (1890-1944), educador
- Agosto Trunz (1875-1963), fundador da Prussica-Sammlung Trunz
- Ernst Wiechert (1887-1950), poeta e escritor
- Wilhelm Wien (1864-1928), físico, ganhador do Prêmio Nobel da Física